# 王龜
王龟（?—?），字大年，祖籍太原（今山西太原西南），徙居扬州（今江苏扬州）。出自太原王氏，唐朝官员，王起之子。
王龟性情简淡潇洒，博知书传，无贵胄气，不乐仕进。年轻时以诗酒琴书自乐，不参加科举考试。京城光福里第，王起兄弟一起居住，很是宽敞。王龟意在世外，不愿意接交朋有，于是在永达里园林深僻之处建书斋，吟咏其间，称为半隐亭。跟随父亲王起在河中，于是在中条山谷中建立草堂，与山人道士交游，初一十五回到还府第，后人称为郎君谷。王起为东都留守，王龟在龙门西谷建立松斋。王起镇兴元府，他在汉阳的龙山建立隐舍，每每浮舟往来。唐武宗听说后征召他为左拾遗。会昌六年（846年）二月初六，他至殿廷拜谢，以疾病推辞。又以父亲年将九十，镇守远藩，请在他身边以奉晨昏。唐武宗同意了。大中元年（847年），王起去世，王龟丁忧。服丧结束，担任右补阙，转任侍御史、屯田员外郎，因病去职。
大中末年，崔玙作宣歙观察使，表奏王龟为宣歙团练观察副使，赐绯服。王龟喜欢宛陵山水，于是赴任。入朝为祠部郎中、史馆修撰。崔玙镇河中，又表奏他为副使。入朝为兵部郎中，赐金紫，不久担任知制诰。
咸通末年，以堂弟王铎在中书，不想在宫中，改任太常少卿，检校右散骑常侍、同州刺史。牙将白约横暴，前后担任的防御使不能压制。王龟因事将他鞭笞而死，他人都畏威自觉效力。咸通十四年（873年），转任越州刺史、御史大夫、浙东团练观察使。先是，王龟堂兄王式在越州有惠政；百姓听说王龟前来，都很欢迎。徐、泗之乱，江淮盗起，山越作乱，攻越州，王龟遇害。赠工部尚书。其子王蕘。